# Vädringshängare

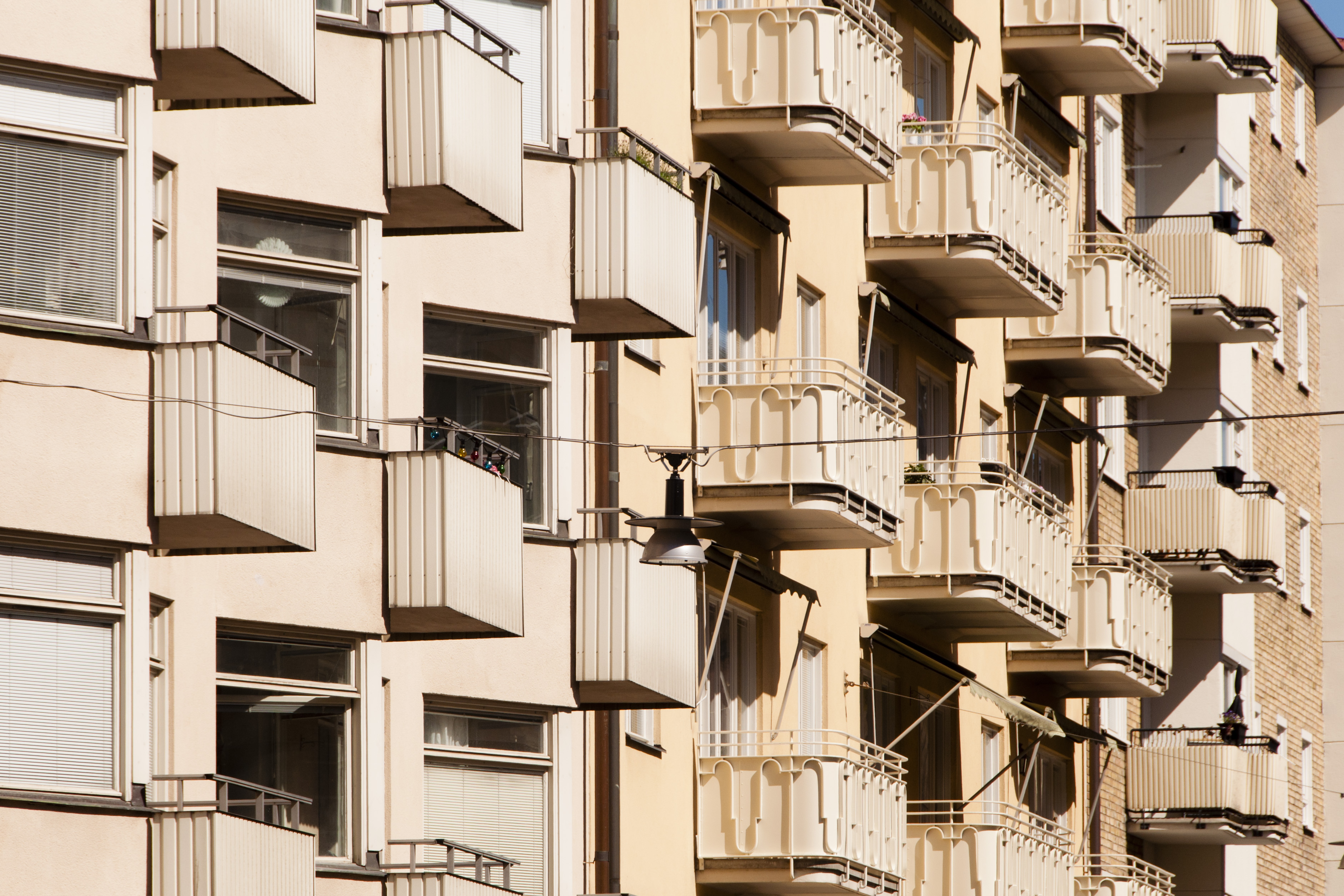
Balkonger, varav vissa ses ha en vädringshängare monterad på fasaden.

En vädringshängare, även kallad vädringspinne och balkonghängare, är en anordning för vädring av kläder. Den kan monteras utomhus eller inomhus.